# Edwin Bunting Bartram
Edwin Bunting Bartram, född 1878, död 1964, var en amerikansk bryolog.
Auktorsnamnet E.B.Bartram kan användas för Edwin Bunting Bartram i samband med ett vetenskapligt namn inom botaniken; se Wikipediaartiklar som länkar till auktorsnamnet.